# Amina Tyler
Amina Tyler (àrab: أمينة تايلر)  (Tunis, 7 de desembre de 1994) amb nom de soltera Amina Sbui, és una estudiant i activista tunisiana feminista.

## Biografia
És estudiant; va pertànyer a Femen, una associació feminista, en les activitats de la qual se sol protestar amb nus totals o parcials.
Al març del 2013 fou la primera dona tunisiana que publicà una fotografia seua nua de cintura cap a dalt en Facebook, amb la frase en àrab «El meu cos és meu». L'imam Adel Almi emeté una fàtua en què demanava per a ella un càstig de cent fuetades i morir lapidada.
El 19 de maig del 2013 pintà el mur d'un cementeri de Kairuan per a protestar contra el congrés que hi estava realitzant el partit salafista Ansar al Xaria. L'arrestaren després que escrigués el nom del seu moviment a la paret i la portaren a la presó Messadine de Susa. Entre el seu grup defensor hi havia la destacada advocada Leila ben Debba. Després de tres mesos la deixaren en llibertat, després que fos empresonada i declarada culpable de tenir gas de pebre.
Després de ser alliberada emigrà a l'estat francés per a continuar estudiant, allotjada per la família de l'escriptor Michel Sitbon. Tornà a Tunísia i ara viu a Sidi Bou Saïd.
El canell dret duu tatuades tres paraules: lluita, nudisme, llibertat.

## Llibres
- 2014, El meu cos em pertany (ISBN 978-2259223157) (en espanyol)